# Méson oméga
Un méson oméga (ω) est une particule subatomique d'étrangeté nulle, d'isospin nul constitué de deux paires quark up-antiquark up et d'une paire quark down antiquark down, c'est un méson vectoriel analogue au méson eta.
Il a été découvert en 1961 par le Laboratoire National Lawrence Berkeley.